# NGC 6010
NGC 6010 est une galaxie lenticulaire vue par la tranche et située dans la constellation du Serpent. Sa vitesse par rapport au fond diffus cosmologique est de 2 155 ± 9 km/s, ce qui correspond à une distance de Hubble de 31,8 ± 2,2 Mpc (∼104 millions d'al). NGC 6010 a été découverte par l'astronome germano-britannique William Herschel en 1786.
NGC 6010 présente une large raie HI.
À ce jour, six mesures non basées sur le décalage vers le rouge (redshift) donnent une distance de 23,750 ± 3,595 Mpc (∼77,5 millions d'al), ce qui est à l'extérieur des valeurs de la distance de Hubble.